# Torød kirke
Torød kirke är en träkyrka i Færders kommun i Vestfold fylke i Norge.

## Kyrkobyggnaden
Kyrkan uppfördes 1915 efter ritningar av arkitekt Ludvig Karlsen. 11 maj 1915 invigdes den nya kyrkan av biskop Jens F. Tandberg. Första kyrkan på ön heter Nøtterøy kirke och har funnits där sedan 1100-talet. Torød kirke blev öns andra kyrka.
Kyrkan har en stomme av trä och består av långhus med kor i nordväst och torn med ingång i sydost. I kyrkorummet finns cirka 200 sittplatser.
Åren 1939-1940 genomgick kyrkan en omfattande invändig restaurering under ledning av byggmästare James Hoff. 1975 restaurerades kyrkan efter ritningar av arkitekt Elisabeth Fidjestøl. Gamla fönstren togs fram och glasmålningar utförda av Hans Rasmussen sattes in.
I närheten av kyrkan uppfördes en kyrkstuga som invigdes 26 april 1981.

## Inventarier
- Altartavlan är målad av den lokala konstnären Hans Hansen och visar ett kors med en knäböjande ängel.
- Predikstolen och dopfunten är samtida med kyrkan och tillverkade i trä av L. Johannessen.
- Första orgeln installerades julen 1915. En ny orgel, tillverkad av Olof Hammarberg i Göteborg, installerades 1984.
- 1965 fick kyrkan ett votivskepp tillverkat av skeppare Bjarne Ribsskog.
- Två kyrkklockor är tillverkade av Olsen Nauen.